# Notasulga
Notasulga es un pueblo situado en los condados de Macon y Lee, Alabama, Estados Unidos. Tiene una población estimada, a mediados de 2022, de 884 habitantes.

## Geografía
La localidad está ubicada en las coordenadas 32°33′19″N 85°40′07″O / 32.55528, -85.66861 (32.555409, -85.668577). Según la Oficina del Censo, tiene una superficie total de 36.57 km², de la cual 36.17 km² corresponden a tierra firme y 0.40 km² están cubiertos de agua.

## Demografía
Según el censo de 2000, en ese momento los ingresos medios de los hogares de la localidad eran de $31,307 y los ingresos medios de las familias eran de $34,479. Los hombres tenían ingresos medios por $27,500 frente a los $18,684 que percibían las mujeres. Los ingresos per cápita para la localidad eran de $17,115. Alrededor del 17.8% de la población estaba por debajo de la línea de pobreza.
De acuerdo con la estimación 2017-2021 de la Oficina del Censo, los ingresos medios de los hogares de la localidad son de $48,333 y los ingresos medios de las familias son de $66,250. Alrededor del 23.2% de la población está por debajo de la línea de pobreza.